# Petr Hák
Petr Hák (* 30. května 2003 Jilemnice) je český biatlonista. 
Ve světovém poháru debutoval v březnu 2025 na norském Holmenkollenu, kde ve sprintu obsadil díky bezchybné střelbě 35. místo.
Na roce 2025 získal na juniorském světovém šampionátu dvě bronzové medaile. V roce 2022 ovládl sprint na Evropském olympijském festival mládeže.
Jeho rodiči jsou bývalí biatlonisté Zdeněk a Eva Hákovi.

## Výsledky

### Světový pohár

#### Sezóna 2024/2025
| ČSP              | Místo                | SP          | SZ          | HZ          | IZ          | ŠT          | SŠT         | SZD         |
| ---------------- | -------------------- | ----------- | ----------- | ----------- | ----------- | ----------- | ----------- | ----------- |
| 1.               | Kontiolahti          | nestartoval | nestartoval | nestartoval | nestartoval | nestartoval | nestartoval | nestartoval |
| 2.               | Hochfilzen           | nestartoval | nestartoval | nestartoval | nestartoval | nestartoval | nestartoval | nestartoval |
| 3.               | Annecy               | nestartoval | nestartoval | nestartoval | nestartoval | nestartoval | nestartoval | nestartoval |
| 4.               | Oberhof              | nestartoval | nestartoval | nestartoval | nestartoval | nestartoval | nestartoval | nestartoval |
| 5.               | Ruhpolding           | nestartoval | nestartoval | nestartoval | nestartoval | nestartoval | nestartoval | nestartoval |
| 6.               | Anterselva           | nestartoval | nestartoval | nestartoval | nestartoval | nestartoval | nestartoval | nestartoval |
| 7.               | Nové Město na Moravě | nestartoval | nestartoval | nestartoval | nestartoval | nestartoval | nestartoval | nestartoval |
| 8.               | Pokljuka             | nestartoval | nestartoval | nestartoval | nestartoval | nestartoval | nestartoval | nestartoval |
| 9.               | Oslo-Holmenkollen    | 35.         | 48.         | –           | ×           | ×           | ×           | ×           |
| Celkové umístění | Celkové umístění     | 74.         | nkl.        | –           | –           | –           | –           | –           |
| Celkové umístění | Celkové umístění     |             |             |             |             | –           | –           | –           |